# Frederiksberg Søndre Pastorat
Frederiksberg Søndre Pastorat er et pastorat i Frederiksberg Provsti, Københavns Stift med de to sogne:
- Frederiksberg Sogn
- Solbjerg Sogn

2. december 2012 indgik Frederiksberg Slotssogn, som også hørte til pastoratet, i Frederiksberg Sogn.
I pastoratet er der tre kirker:
- Frederiksberg Slotskirke
- Frederiksberg Kirke
- Solbjerg Kirke